# مسجد ابوذر
مسجد جامع ابوذر واقع در خیابان ابوذر در محله قدیمی به نام فلاح واقع شده‌است. امروزه این محله به نام «ابوذر» خوانده می‌شود ولی از طرف بسیاری از ساکنین قدیمی «فلاح» خطاب می‌شود. این مسجد یکی از پایگاه‌های منطقه ۱۷ محسوب شده و مراسم رسمی و مذهبی منطقه ۱۷، بیشتر اوقات در این مسجد برگزار می‌شود.

## ترور نافرجام سید علی خامنه‌ای
روز ششم تیرماه، با انفجار بمب کارگذاشته شده توسط جواد قدیری در ضبط صوت بزرگی که روی تریبون سخنرانی خامنه‌ای در مسجد ابوذر تهران قرار داده شده بود، پروژه حذف رهبران اصلی جریان پیرو خط امام، توسط سازمان مجاهدین خلق کلید خورد. امام جمعه تهران و نماینده امام در شورایعالی دفاع از این سوءقصد، بر اثر کامل عمل نکردن بمب، جان سالم به در برد ولی جراحات شدیدی بر وی وارد شد. براساس خبر منتشره در همان زمان، خامنه‌ای «از نقطه بالای کتف راست و بالای ران سمت راست» مجروح شد و «استخوان ترقوه» او شکست و چند رگ و عصب دست راست وی نیز قطع شد.